# Jüri
Jüri is een plaats in de Estlandse gemeente Rae, provincie Harjumaa. De plaats heeft de status van vlek (Estisch: alevik). Het is de hoofdplaats van de gemeente Rae.

## Bevolking
De plaats had 3639 inwoners op 31 december 2011 en 3719 inwoners op 31 december 2021.

## Ligging
Op de grens van Jüri, Pildiküla en Kurna kruist de Põhimaantee 2, de hoofdweg van Tallinn naar Tartu, de Põhimaantee 11, de ringweg om Tallinn.